# Ferran Palau i Martí
Ferran Palau i Martí és un matemàtic i lingüista català, autor d'estudis sobre el rendiment funcional de les oposicions fonològiques i de les dificultats que plantegen les preposicions per i per a. És membre de l'Associació Internacional de Llengua i Literatura Catalanes. El 1968 va rebre el Premi Carles Cardó d'assaig per Introducció a la matemàtica. Actualment, és un dels col·laboradors de la Gran Enciclopèdia Catalana.

## Obres
- El problema de les preposicions "per" i "per a", comparació amb altres llengües romàniques (1976)[4]
- «Morfologia i accentologia del català central». A: Actes del Tercer Col·loqui Internacional de Llengua i Literatura Catalanes, 1976, p. 141-171.
- «Les prépositions catalanes «per, per a» exprimant la «cause» et la «finalité»» (en francès). Iberica, 1977, pàg. 217-234.
- Introducció a la matemàtica
- Elements de matemàtica (1974)
- Bretanya (1992)[5]
- Alsàcia (1995)[6]
- Phonologie du catalan et introduction à la morphologie (tesi doctoral) (2005)[7]